# NHK BS1
NHK BS (tên cũ: NHK BS1) là kênh truyền hình do đài NHK sở hữu. Phát sóng chính thức vào ngày 1 tháng 4 năm 2011 (cùng thời điểm phát sóng chính thức kênh NHK BS Premium). Kênh này tập trung chủ yếu sản xuất các nội dung về thời sự, văn hoá, giải trí liên quan đến Nhật Bản.
Đến ngày 1 tháng 12 năm 2023, kênh truyền hình NHK BS1 hiện đã đổi tên thành NHK BS theo cơ cấu các kênh truyền hình mới của NHK. Các nội dung của kênh về cơ bản giống như kênh NHK BS1 nhưng sẽ bao gồm thêm một số nội dung đang được phát sóng trên kênh NHK BS Premium trước đó